# Ace Striker
Shijō Saikyō League Serie A: Ace Striker (史上最強リーグ セリエＡ Ａｃｅ Ｓｔｒｉｋｅｒ in Giappone) è un videogioco sportivo, più precisamente incentrato sul gioco del calcio che ha caratterizzato tutti i club della Serie A (Stagione 1994-1995), prodotto nel 1995 per la piattaforma SNES. Il videogioco è uscito solo in Giappone.

## Accoglienza
Famicom Tsūshin ha assegnato al gioco il punteggio di 20 su 40.